# Бишоп, Жанель
Жанель Бишоп (англ. Janel Bishop; род. 1970-е) — американская модель, победительница конкурса красоты Юная Мисс США 1991. Первая Афро-Американка победившая в конкурсе красоты.

## Участие в конкурсе красоты
Джанел представляла штат Нью-Гэмпшир в 1991 году на конкурсе красоты Юная Мисс США, проходивший в Билокси.
В финале, Жанель заняла третье место в показе купальных костюмов, четвёртое место в интервью, пятое в выходе в вечерних платьев и вошла в Топ 6, заняв третье место. Она стала второй участницей, которая имела высокий балл в интервью, получив возможность войти в Топ 3. Стала первой и единственной победительницей из штата Нью-Гэмпшир. Получила $150,000 наличными и призы, как часть призового пакета.
На момент победы, являлась ученицей Manchester High School West и мечтала работать в сфере образования.

## Примечание
1. ↑  New Hampshire girl wins Miss Teen title. The Pantagraph. 21 августа 1991.
2. ↑  N.H. teen wins Miss Teen USA pageant Monday. The Baton Rouge State Times. 20 августа 1991. p. 13-A.

- PageantLovers.com - Eleven embedded Flash Videos of the 1991 Miss Teen USA pageant